# عملیات تغذیه متمرکز دامی

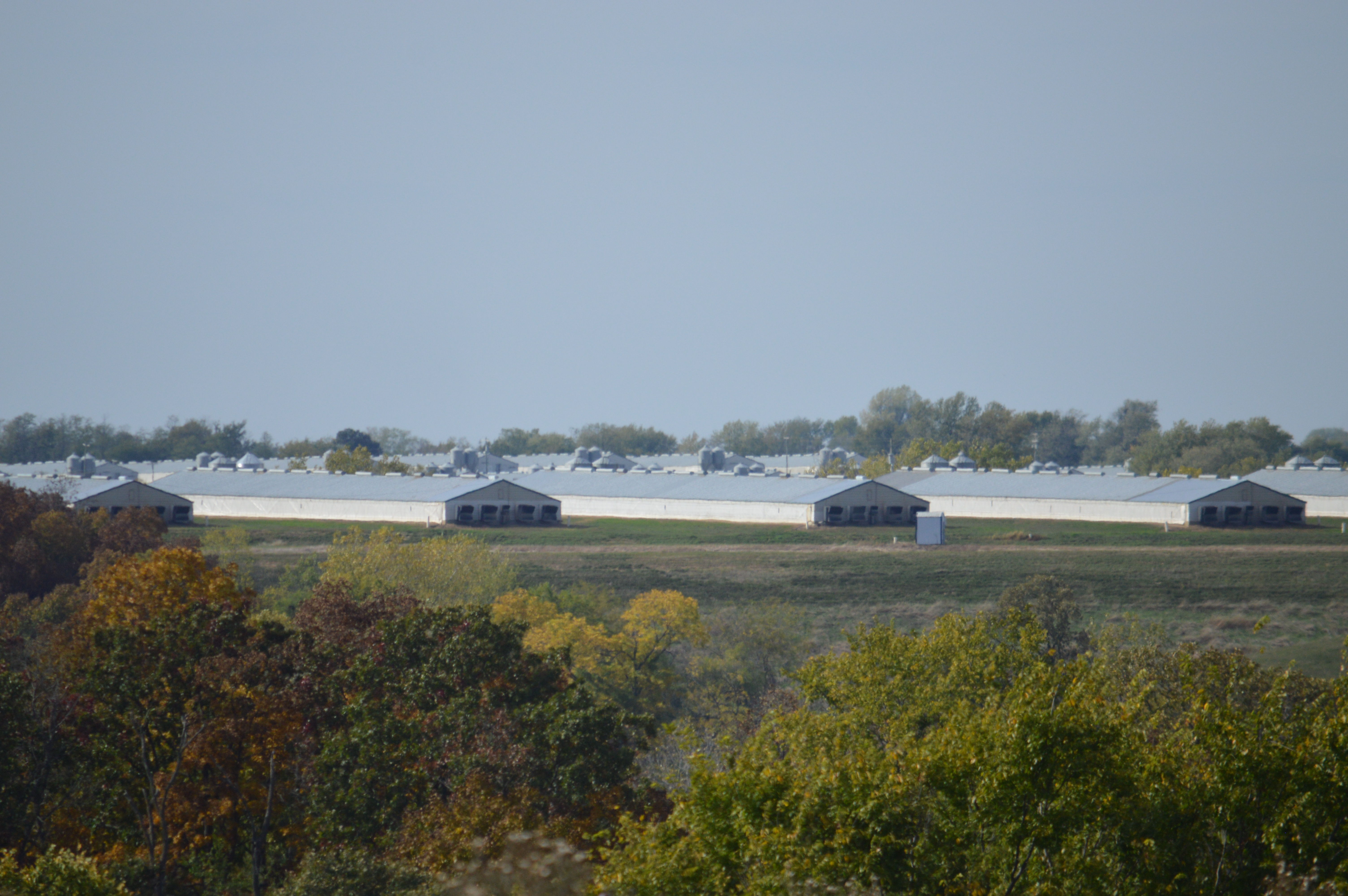
Smithfield Foods hog CAFO، Unionville، میسوری، ۲۰۱۳

در دامپروری، عملیات تغذیه متمرکز دامی یا عملیات تغذیه متمرکز جانوری (به انگلیسی: Concentrated animal feeding operation) (معروف به مزرعه کارخانه)، همان‌طور که توسط وزارت کشاورزی ایالات متحده (USDA) تعریف شده‌است، یک عملیات تغذیه فشرده جانوران (Animal Feeding Operation) است که در آن بیش از ۱۰۰۰ واحد جانوری وجود دارد. بیش از ۴۵ روز در سال محدود می‌شوند. یک واحد جانوری معادل ۱۰۰۰ پوند وزن جانور «زنده» است. هزار واحد جانوری معادل ۷۰۰ گاو شیری، ۱۰۰۰ گاو گوشتی، ۲۵۰۰ خوک با وزن بیش از ۵۵ پوند (۲۵ کیلوگرم)، ۱۰۰۰۰ خوک با وزن کمتر از ۵۵ پوند، ۱۰۰۰۰ گوسفند، ۵۵۰۰۰ بوقلمون، ۱۲۵۰۰۰ مرغ، یا ۸۲۰۰۰ مرغ تخم‌گذار یا پولِت است.

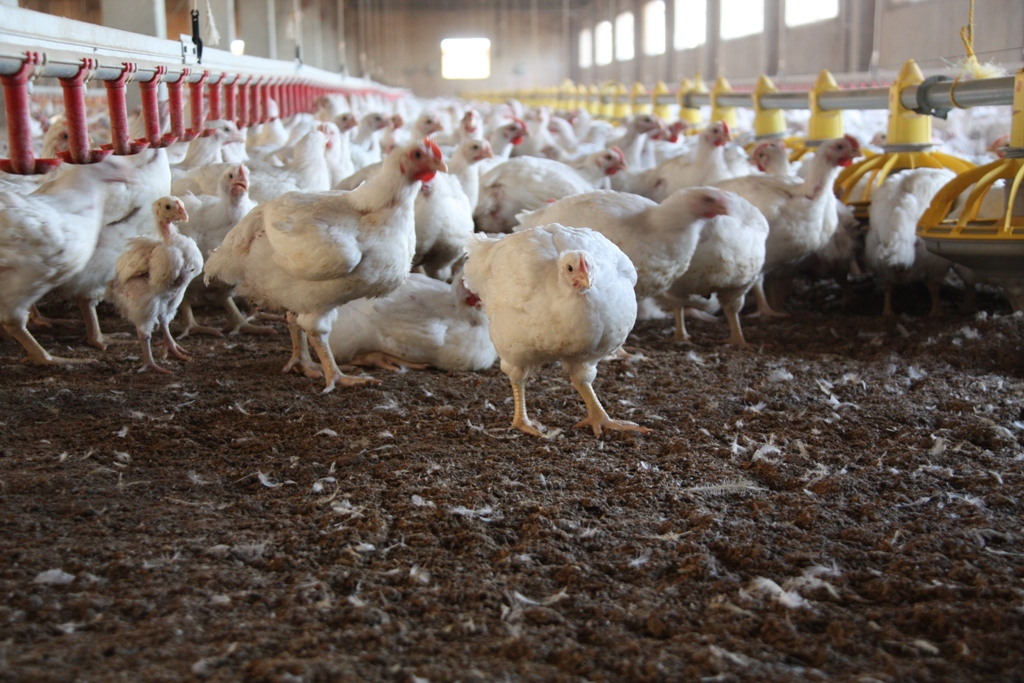
مزرعه‌های مرغ، CAFO به‌شمار می‌روند و آستانه ظرفیت مخصوص به خود را دارند.

جدول زیر چند نمونه از آستانه اندازه برای CAFOها را ارائه می‌دهد:
| بخش جانوران                                                        | CAFOهای بزرگ    | CAFOهای متوسط | CAFOهای کوچک  |
| ------------------------------------------------------------------ | --------------- | ------------- | ------------- |
| جفت گاو یا گاو/گوساله                                              | ۱۰۰۰ یا بیشتر   | ۳۰۰–۹۹۹       | کمتر از ۳۰۰   |
| گاوهای شیری بالغ                                                   | ۷۰۰ یا بیشتر    | ۲۰۰–۶۹۹       | کمتر از ۲۰۰   |
| خوکی (با وزن بیش از ۵۵ پوند)                                       | ۲۵۰۰ یا بیشتر   | ۷۵۰–۲۴۹۹      | کمتر از ۷۵۰   |
| بوقلمون‌ها                                                          | ۵۵۰۰۰ یا بیشتر  | ۱۶۵۰۰–۵۴۹۹۹   | کمتر از ۱۶۵۰۰ |
| مرغ‌های تخم‌گذار یا جوجه‌های گوشتی (سیستم‌های انتقال کود مایع)         | ۳۰۰۰۰ یا بیشتر  | ۹۰۰۰–۲۹۹۹۹    | کمتر از ۹۰۰۰  |
| جوجه‌های غیر از مرغ‌های تخم‌گذار (به غیر از سیستم‌های انتقال کود مایع) | ۱۲۵۰۰۰ یا بیشتر | ۳۷۵۰۰–۱۲۴۹۹۹  | کمتر از ۳۷۵۰۰ |
| مرغ‌های تخم‌گذار (به غیر از سیستم‌های انتقال کود مایع)                | ۸۲۰۰۰ یا بیشتر  | ۲۵۰۰۰–۸۱۹۹۹   | کمتر از ۲۵۰۰۰ |